# CTXN1
CTXN1 (англ. Cortexin 1) – білок, який кодується однойменним геном, розташованим у людей на короткому плечі 19-ї хромосоми. Довжина поліпептидного ланцюга білка становить 82 амінокислот, а молекулярна маса — 9 045.
| 10         |  | 20         |  | 30         |  | 40         |  | 50         |
| ---------- |  | ---------- |  | ---------- |  | ---------- |  | ---------- |
| MSATWTLSPE |  | PLPPSTGPPV |  | GAGLDAEQRT |  | VFAFVLCLLV |  | VLVLLMVRCV |
| RILLDPYSRM |  | PASSWTDHKE |  | ALERGQFDYA |  | LV         |  |            |

A: Аланін

C: Цистеїн

D: Аспарагінова кислота

E: Глутамінова кислота

F: Фенілаланін

G: Гліцин

H: Гістидин

I: Ізолейцин

K: Лізин

L: Лейцин

M: Метіонін

P: Пролін

Q: Глутамін

R: Аргінін

S: Серин

T: Треонін

V: Валін

W: Триптофан

Локалізований у мембрані.